# Tréon
Tréon est une commune française située dans le département d'Eure-et-Loir en région Centre-Val de Loire.

## Géographie

### Situation
Ce village, qui s'étend de part et d'autre de la Blaise, se situe à la limite de la région parisienne (à 15 km de Dreux), de la Beauce, de la région naturelle du Thymerais (5 km) et de la Normandie (15 km).

Situation géographique
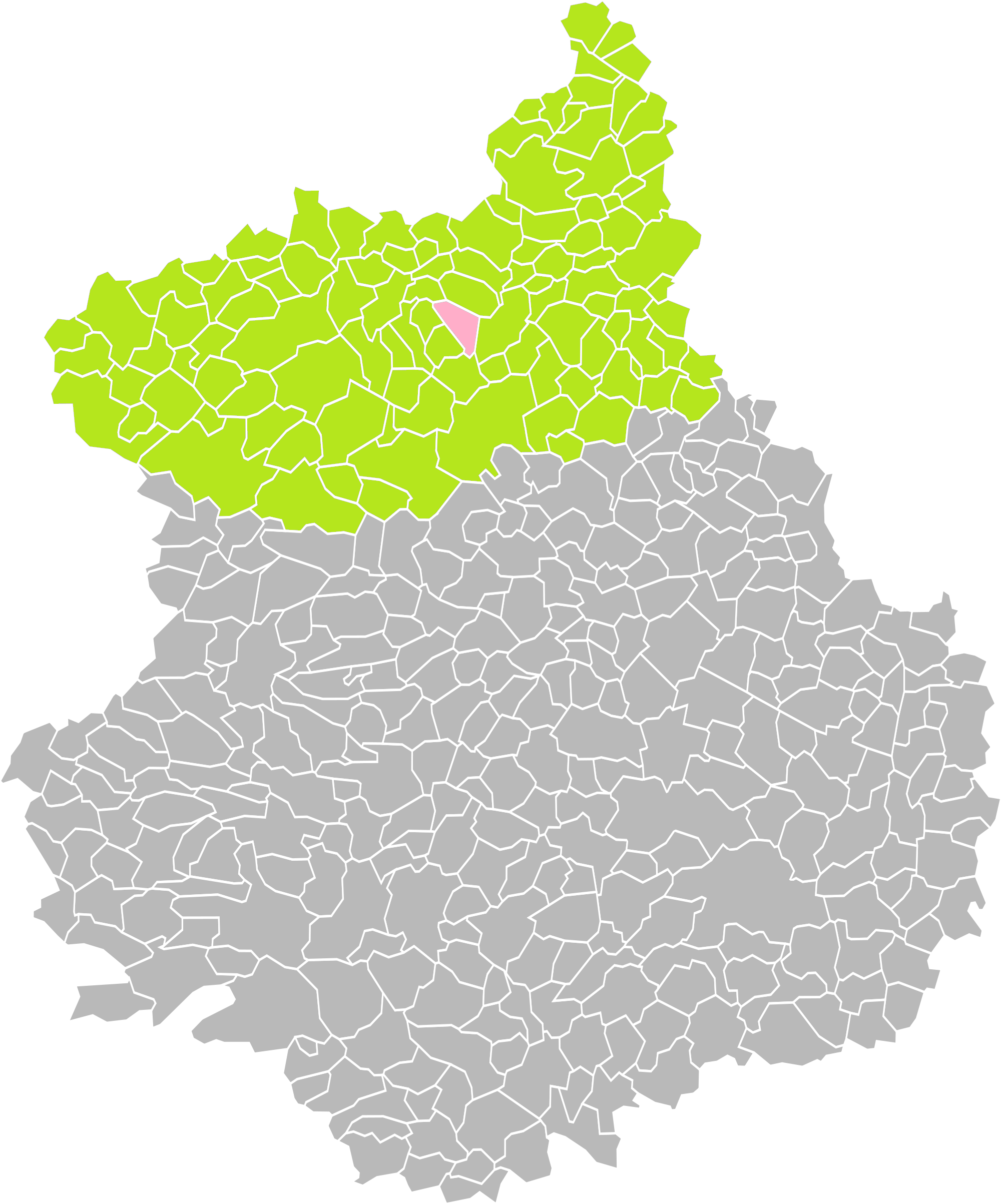
Tréon dans son arrondissement.
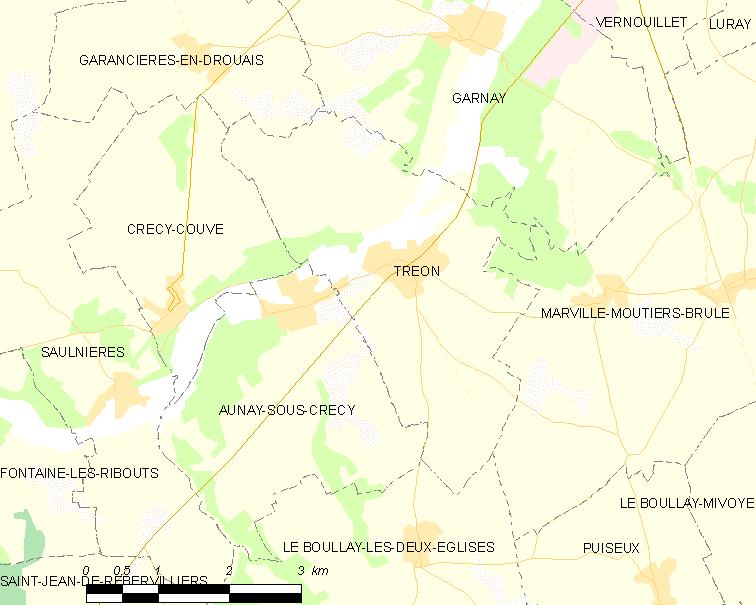
Carte de la commune de Tréon.

### Communes limitrophes
| Garancières-en-Drouais | Garnay                      |                         |
| Crécy-Couvé            | Tréon                       | Marville-Moutiers-Brûlé |
| Aunay-sous-Crécy       | Le Boullay-les-Deux-Églises |                         |

### Hydrographie
La commune est traversée par la rivière la Blaise, affluent en rive gauche de l'Eure, sous-affluent du fleuve la Seine. En amont de la Blaise, se trouve Aunay-sous-Crécy, en aval Garnay.
En 2015, le syndicat intercommunal de la vallée de la Blaise (SIVB) a entrepris plusieurs actions pour améliorer la continuité écologique de la rivière, notamment au moulin de Fortisle,.

### Climat
Pour des articles plus généraux, voir Climat du Centre-Val de Loire et Climat d'Eure-et-Loir.
En 2010, le climat de la commune est de type climat océanique dégradé des plaines du Centre et du Nord, selon une étude du CNRS s'appuyant sur une série de données couvrant la période 1971-2000. En 2020, Météo-France publie une typologie des climats de la France métropolitaine dans laquelle la commune est dans une zone de transition entre le climat océanique et le climat océanique altéré et est dans la région climatique  Sud-ouest du bassin Parisien, caractérisée par une faible pluviométrie, notamment au printemps (120 à 150 mm) et un hiver froid (3,5 °C). 
Pour la période 1971-2000, la température annuelle moyenne est de 10,5 °C, avec une amplitude thermique annuelle de 14,6 °C. Le cumul annuel moyen de précipitations est de 607 mm, avec 10,3 jours de précipitations en janvier et 7,8 jours en juillet. Pour la période 1991-2020, la température moyenne annuelle observée sur la station météorologique de Météo-France la plus proche, « Marville_sapc », sur la commune de Marville-Moutiers-Brûlé à 5 km à vol d'oiseau, est de 11,1 °C et le cumul annuel moyen de précipitations est de 571,8 mm,. Pour l'avenir, les paramètres climatiques de la commune estimés pour 2050 selon différents scénarios d'émission de gaz à effet de serre sont consultables sur un site dédié publié par Météo-France en novembre 2022.

## Urbanisme

### Typologie
Au 1er janvier 2024, Tréon est catégorisée bourg rural, selon la nouvelle grille communale de densité à 7 niveaux définie par l'Insee en 2022.
Elle est située hors unité urbaine et hors attraction des villes,.

### Occupation des sols
L'occupation des sols de la commune, telle qu'elle ressort de la base de données européenne d’occupation biophysique des sols Corine Land Cover (CLC), est marquée par l'importance des territoires agricoles (86,9 % en 2018), une proportion identique à celle de 1990 (86,9 %). La répartition détaillée en 2018 est la suivante : 
terres arables (76,7 %), prairies (7,2 %), forêts (7,2 %), zones urbanisées (5,8 %), zones agricoles hétérogènes (3 %). L'évolution de l’occupation des sols de la commune et de ses infrastructures peut être observée sur les différentes représentations cartographiques du territoire : la carte de Cassini (XVIIIe siècle), la carte d'état-major (1820-1866) et les cartes ou photos aériennes de l'IGN pour la période actuelle (1950 à aujourd'hui).

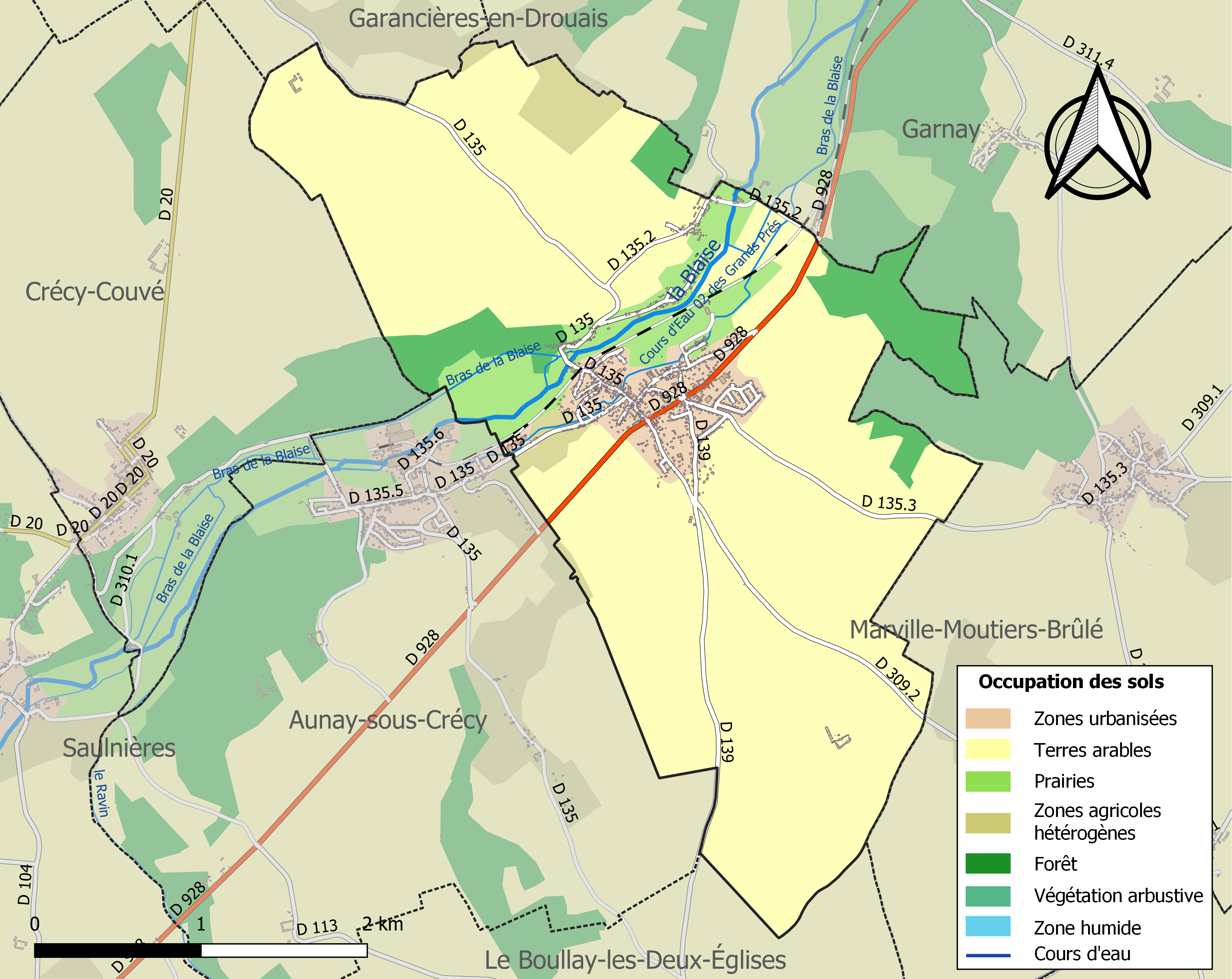
Carte des infrastructures et de l'occupation des sols de la commune en 2018 (CLC).

### Risques majeurs
Le territoire de la commune de Tréon est vulnérable à différents aléas naturels : météorologiques (tempête, orage, neige, grand froid, canicule ou sécheresse), inondationset séisme (sismicité très faible). Il est également exposé à un risque technologique, le transport de matières dangereuses. Un site publié par le BRGM permet d'évaluer simplement et rapidement les risques d'un bien localisé soit par son adresse soit par le numéro de sa parcelle.

#### Risques naturels
Certaines parties du territoire communal sont susceptibles d’être affectées par le risque d’inondation par débordement de cours d'eau et par ruissellement et coulée de boue, notamment la Blaise. La commune a été reconnue en état de catastrophe naturelle au titre des dommages causés par les inondations et coulées de boue survenues en 1999 et 2018,.

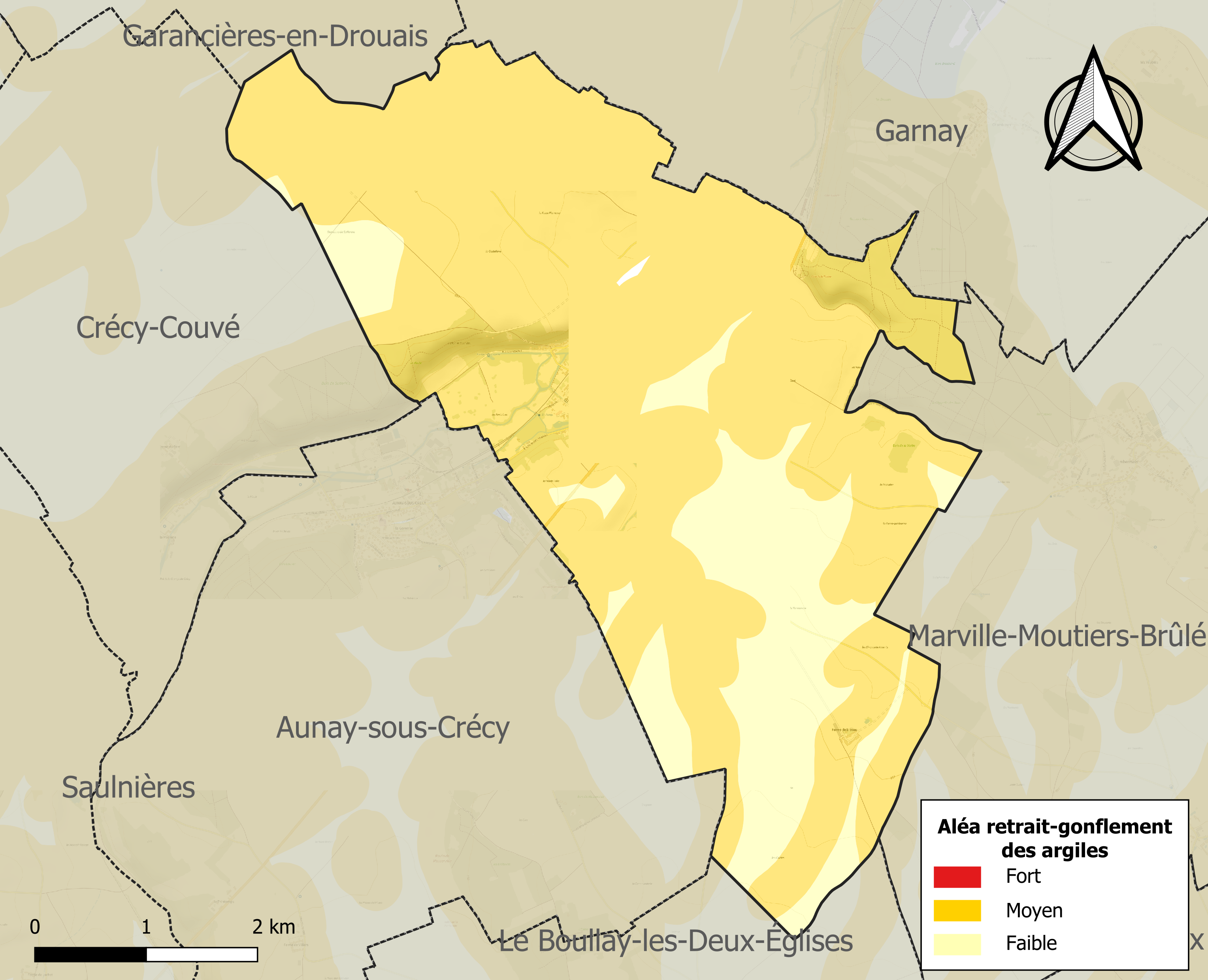
Carte des zones d'aléa retrait-gonflement des sols argileux de Tréon.

Le retrait-gonflement des sols argileux est susceptible d'engendrer des dommages importants aux bâtiments en cas d’alternance de périodes de sécheresse et de pluie. 79,9 % de la superficie communale est en aléa moyen ou fort (52,8 % au niveau départemental et 48,5 % au niveau national). Sur les 567 bâtiments dénombrés sur la commune en 2019, 501 sont en aléa moyen ou fort, soit 88 %, à comparer aux 70 % au niveau départemental et 54 % au niveau national. Une cartographie de l'exposition du territoire national au retrait gonflement des sols argileux est disponible sur le site du BRGM,.
Concernant les mouvements de terrains, la commune a été reconnue en état de catastrophe naturelle au titre des dommages causés par des mouvements de terrain en 1999.

#### Risques technologiques
Le risque de transport de matières dangereuses sur la commune est lié à sa traversée par des infrastructures routières ou ferroviaires importantes ou la présence d'une canalisation de transport d'hydrocarbures. Un accident se produisant sur de telles infrastructures est en effet susceptible d’avoir des effets graves au bâti ou aux personnes jusqu’à 350 m, selon la nature du matériau transporté. Des dispositions d’urbanisme peuvent être préconisées en conséquence.

## Toponymie
Tréon, qui était une ancienne seigneurie, portait avant 1080 le nom de bourg Treionis vicus. Cette commune fut en effet un village gallo-romain d'importance, situé entre la rivière la Blaise et la route reliant Paris au Mans.
Sur les cartulaires au cours des siècles, on trouve Tréon désigné sous les noms de Trehio, Traho, Treionium, Trium, Trahon, Trolon. Tous ces noms pourraient avoir une même origine, trahum, qui désignerait le tribut, l'impôt, que les Romains levaient sur les provinces conquises. Au Moyen Âge, Tréon et trahum signifiaient encore impôt et toutes redevances dues au seigneur.

## Histoire

### Moyen Âge
Vint s'établir à Tréon un prieuré conventuel qui fit la prospérité du village. Mais en 1077, un incendie ravagea le monastère[réf. nécessaire]. En 1134, l'église, construite en bois, est brûlée de nouveau : on ne la rebâtit pas, soit par manque d'argent, soit au contraire pour la reconstruire plus tard, en pierre et de plus grande dimension.
Tréon fait alors partie de la seigneurie du vidame de Chartres. Le diocèse de Chartres, le plus étendu du royaume, comprenait : Beauce, Dunois, Vendômois, Drouais, jusqu'à Mantes, le Perche et le Thymerais. Jusqu'au XVIIIe siècle, les seigneurs de Tréon prêtèrent foi, hommage, aveu et dénombrement à l'évêque de Chartres.

### Époque contemporaine

#### XIXesiècle
- 1826 : le 10 août, une crue d'eau considérable est causée par des orages multiples. Toute la vallée de la Blaise est inondée ;
- 1832 : une épidémie de choléra sévit à Tréon et entraîne une douzaine de décès ;
- 1856 : découverte d'un trésor au pied d'un chêne, dans un bois de Tréon (des pièces d'or et d'argent à l'effigie de François II, Charles IV, Henri III, Henri IV furent trouvées, il est possible que ce soit le reste d'un butin de guerre, enfoui au moment de la bataille de Dreux) ;
- 1857 : à cette époque, il existe une tuilerie qui fabrique annuellement 500 000 briques, tuiles et pavés pour le département ;
- 1866 : lors de fouilles effectuées par la commune au lieu-dit la Croix du Friche, afin de mettre de niveau la route et le sol du carrefour, on découvrit plusieurs tombes ;
- 1870 : le 17 novembre 1870 lors de la guerre franco-allemande de 1870, la région, qui n'avait pas vu de bataille depuis les guerres de religion, se trouve à nouveau ravagée. Après la défaite de la France, 3 000 Prussiens passent à Tréon et des cuirassiers de Magdebourg perquisitionnent dans chaque maison ;
- 1874 : le percepteur de Tréon est arrêté avec son fils pour faux en écriture publique. Ils avaient contrefait la signature de gens de Tréon et Aunay qui ne savaient pas signer. Le 30 décembre, des loups se montrent au village ; le jour de Noël, l'un d'eux est venu rôder sous les fenêtres de l'école, un autre est allé dans la cour du garde-champêtre à Aunay, pour manger un jeune chien ;
- 1875 : le 18 janvier, c'est la mobilisation des chevaux. L'été a été sec et coupé de gros orages ;
- 1876 : grande manœuvre au mois d'août. Tréon loge un régiment, 14 000 hommes défilent dans les rues du village ;
- 1879 : fin novembre, il y a déjà 30 centimètres de neige à Tréon. Il fait −18 °C en décembre pendant une semaine. Beaucoup sont victimes de ce froid rigoureux. Un tragique incendie se déclare à la ferme Barbot, toutes les maisons à toit de chaumes sont menacées ;
- 1881 : inondation due à la Blaise, les digues, moins bien entretenues, laissaient passer l'eau ;
- 1900 : le 2 septembre a lieu la bénédiction du nouveau cimetière ;
- 1905 : Tréon compte désormais 492 habitants (au XIIIe siècle il y a 140 paroissiens. En 1816, il y a 159 habitants, et 617 en 1864).

#### XXesiècle
- En 1939, le maire lance un appel pour que chaque famille de Tréon aide les réfugiés :

« Certaines communes du département ont fait l'effort d'héberger plus de 2.000 réfugiés espagnols. La commune de Tréon ne peut pas et ne doit pas rester indifférente à ce devoir d'humanité. Chaque habitant, chaque famille, ayant souffert de la guerre, se fera un devoir d'apporter à ces malheureuses et innocentes victimes une aide, si modeste soit-elle. Les dons en nature surtout ou en argent, seront reçus à la mairie qui les fera parvenir aussitôt. D'avance merci ! Le maire, Gautier ».
- En août 1944, des Allemands traversant le village se sont réfugiés dans les bois pendant une brève apparition de chasseurs alliés, abandonnant plusieurs voitures chargées. Le soir, ils viennent chez le maire, demandant impérativement chevaux et conducteurs. Ils sont nerveux, ils ont leurs armes à la main, prêts à tirer. Ils menacent même de faire sauter le village, l'atmosphère est lourde de menaces, toutes les portes sont closes. Lucien Pollet comprenant la danger, malgré sa qualité de maire, accepte d'être conducteur et sacrifie ses chevaux. Son exemple est suivi par quelques cultivateurs, le convoi se forme. Tréon est sauvé[21].

## Politique et administration

### Liste des maires

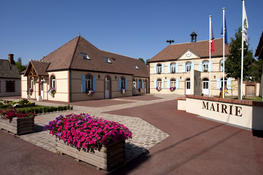
La mairie

| Période | Période  | Identité              | Étiquette | Qualité                                         |
| ------- | -------- | --------------------- | --------- | ----------------------------------------------- |
| 1945    | 1951     | Lucien Pollet         |           |                                                 |
| 1951    | 1971     | Pierre Drouet         |           |                                                 |
| 1971    | 1977     | Paul Mariage          |           |                                                 |
| 1977    | 1983     | Pierre Drouet         | DVG       |                                                 |
| 1983    | 1983     | Georges Simon         |           |                                                 |
| 1983    | 1984     | Bernard Claude        |           | Retraité                                        |
| 1984    | En cours | Christian Berthelier, |           | Ancien artisan, commerçant ou chef d'entreprise |

### Jumelages
| Ville | Ville               | Pays | Pays      | Période     |
| ----- | ------------------- | ---- | --------- | ----------- |
|       | Bad Liebenstein (d) |      | Allemagne | depuis 1992 |

## Population et société

### Démographie
L'évolution du nombre d'habitants est connue à travers les recensements de la population effectués dans la commune depuis 1793. Pour les communes de moins de 10 000 habitants, une enquête de recensement portant sur toute la population est réalisée tous les cinq ans, les populations de référence des années intermédiaires étant quant à elles estimées par interpolation ou extrapolation. Pour la commune, le premier recensement exhaustif entrant dans le cadre du nouveau dispositif a été réalisé en 2004.

En 2022, la commune comptait 1 448 habitants, en évolution de +4,1 % par rapport à 2016 (Eure-et-Loir : −0,23 %, France hors Mayotte : +2,11 %).
| 1793 | 1800 | 1806 | 1821 | 1831 | 1836 | 1841 | 1846 | 1851 |
| ---- | ---- | ---- | ---- | ---- | ---- | ---- | ---- | ---- |
| 437  | 496  | 559  | 555  | 551  | 642  | 627  | 647  | 650  |

| 1856 | 1861 | 1866 | 1872 | 1876 | 1881 | 1886 | 1891 | 1896 |
| ---- | ---- | ---- | ---- | ---- | ---- | ---- | ---- | ---- |
| 600  | 550  | 576  | 541  | 581  | 514  | 512  | 497  | 498  |

| 1901 | 1906 | 1911 | 1921 | 1926 | 1931 | 1936 | 1946 | 1954 |
| ---- | ---- | ---- | ---- | ---- | ---- | ---- | ---- | ---- |
| 492  | 500  | 483  | 473  | 495  | 467  | 438  | 470  | 522  |

| 1962 | 1968 | 1975 | 1982 | 1990  | 1999  | 2004  | 2006  | 2009  |
| ---- | ---- | ---- | ---- | ----- | ----- | ----- | ----- | ----- |
| 571  | 551  | 631  | 898  | 1 179 | 1 255 | 1 278 | 1 284 | 1 357 |

| 2014  | 2019  | 2022  | - | - | - | - | - | - |
| ----- | ----- | ----- | - | - | - | - | - | - |
| 1 366 | 1 422 | 1 448 | - | - | - | - | - | - |

### Manifestations culturelles et festivités
Beaucoup d'animations ont lieu dans le village, organisées par les associations locales : « Grande foire à tout », en mai, organisée par les sapeurs-pompiers, fête du 14-Juillet organisée par la mairie, concours de boules, loto, belote, etc.

## Économie
Thunder du Blin, né en 1985 à Tréon et mort en mars 2018, est un étalon de race Connemara, premier poney performer né et élevé en France, selon le magazine L'Éperon ; il a donné une nombreuse progéniture et fut vendu aux Haras nationaux en 1996 pour la somme de 200 000 francs.

## Culture locale et patrimoine

### Lieux et monuments

#### Église Saint-Blaise
Église Saint-Blaise, XIIe siècle, XVIe et XIXe siècles,  Inscrit MH (2013).
L'église présente des statues et vitraux du XVIe siècle, ainsi qu'une cloche datée de 1677. Cinq verrières sont classées monuments historiques en tant qu'objet : elles figurent notamment Dieu le Père, des saints évêques, le Martyre de sainte Marguerite, des anges et la Vierge à l'Enfant (baies 5, 7, 8, 10, 18).

Église Saint-Blaise
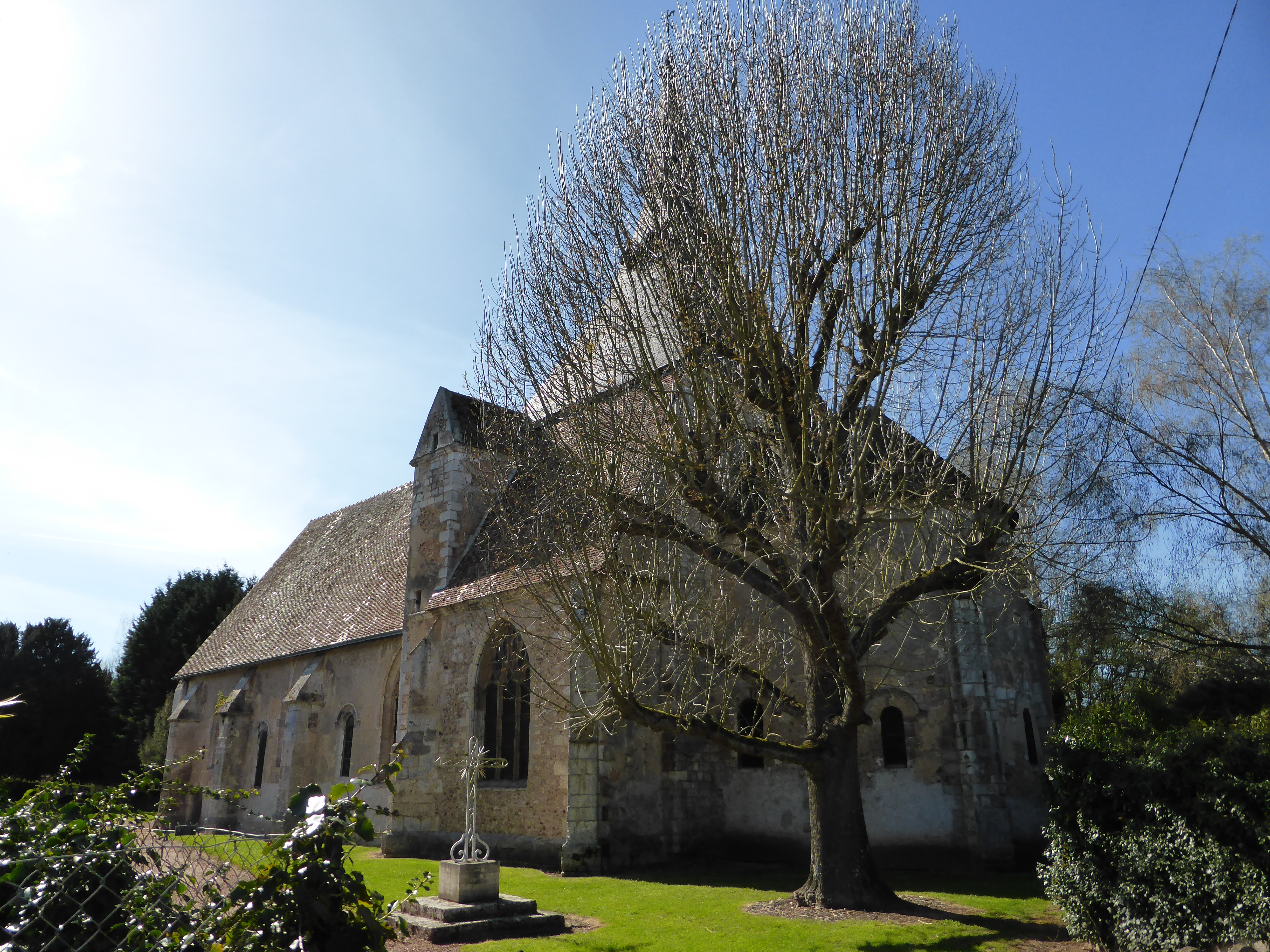
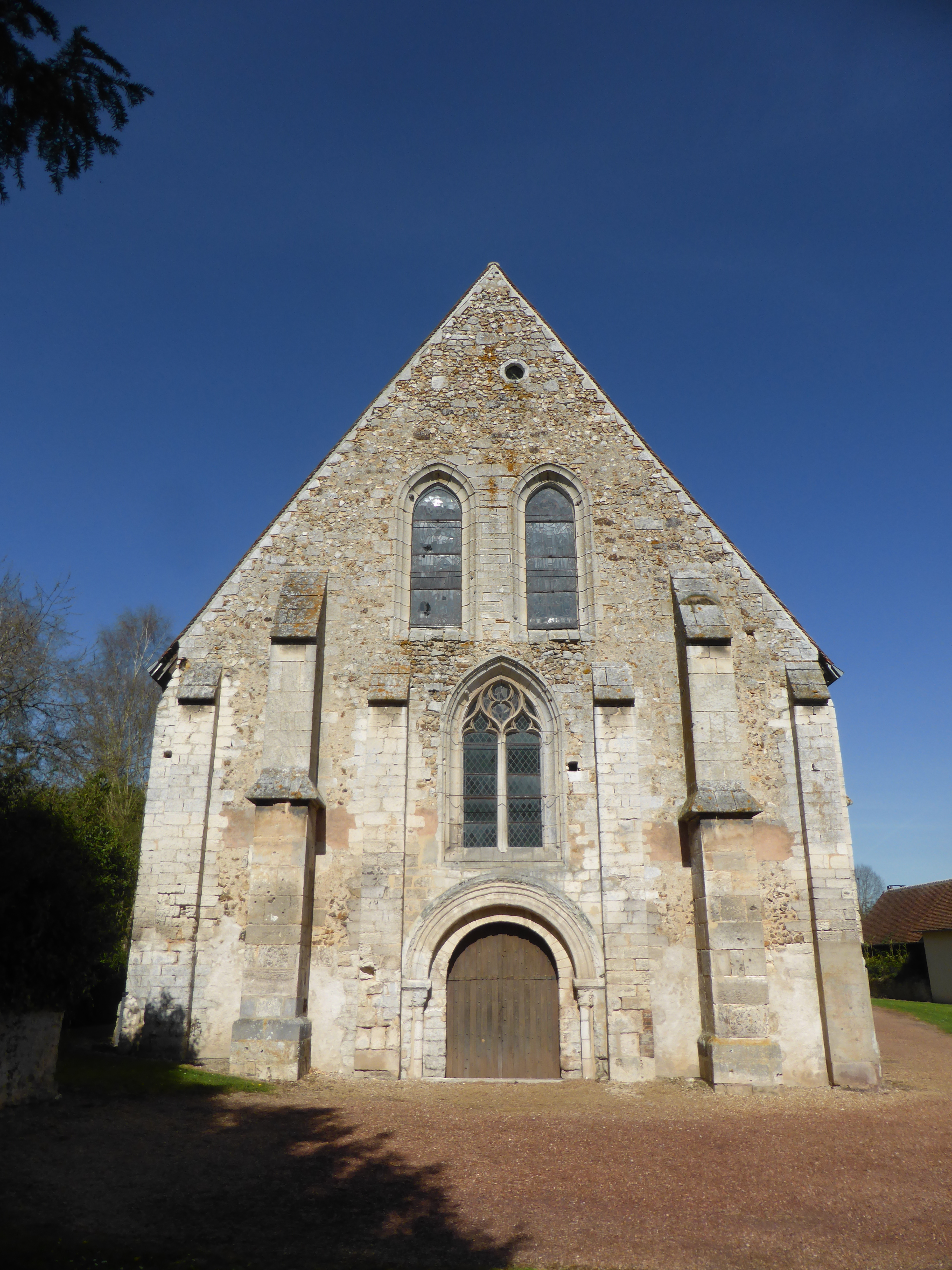
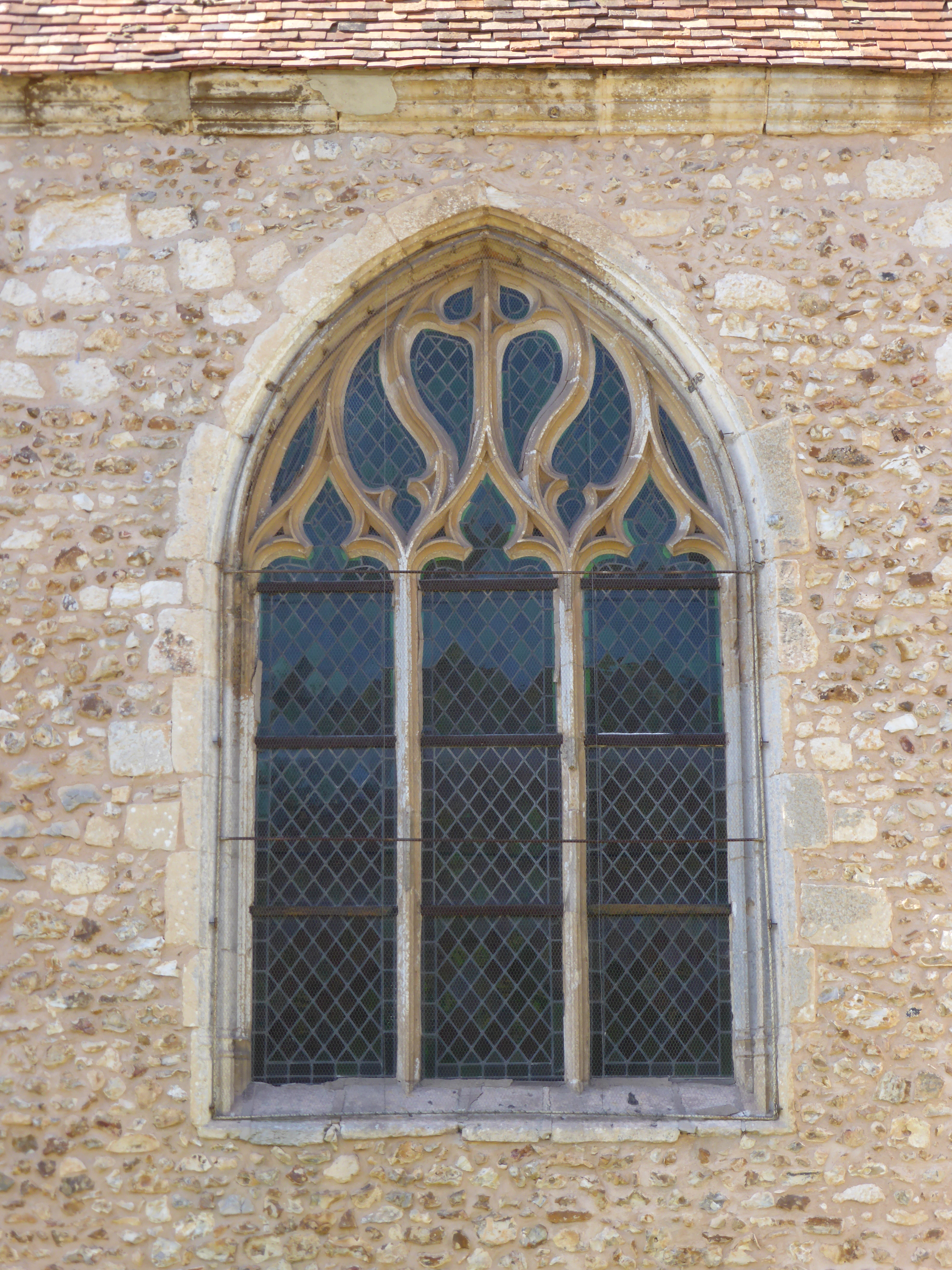

### Personnalités liées à la commune
- Nicolas Bonnet (1721-1793), né à Bitréau, paroisse de Tréon, ecclésiastique, évêque constitutionnel d'Eure-et-Loir de 1791 à 1793.
- Jean Gabin (1904-1976), acteur, a possédé une propriété à Tréon[30].
- Cabochard (né en 1997), joueur professionnel de League of Legends a vécu son enfance à Tréon[31].

### Héraldique
|  | Les armes de la commune se blasonnent ainsi : d’or à l’écusson de gueules à la couronne de marquis du champ, accompagné de huit merlettes de sable ordonnées en orle. |